# Ladona julia
Espèce
La libellule julienne (Ladona julia) est une espèce d'odonates qui fait partie de la famille des Libellulidae. Elle est présente dans les États du nord des États-Unis et au sud de l'ensemble des provinces canadiennes à l'exception de Terre-Neuve-et-Labrador.
Synonymie
- Libellula julia[1]

## Description
L'adulte mesure entre 38 et 45 mm. Chez les deux sexes, on retrouve une tache sombre à la base des ailes antérieures et postérieures. Chez le mâle mature, le thorax est foncé avec une pruinescence blanche à l'extrémité de la face dorsale. L'abdomen est également foncé avec une pruinosité qui ne s'étend pas jusqu'au bout de celui-ci. La femelle mature a une coloration brun foncé et son abdomen est pruineux en sa base. Les immatures des deux sexes ont une coloration relativement brun rougeâtre uni, avec deux lignes pâles sur le prothorax et une ligne noire transversale sur l'abdomen.

## Habitat
On retrouve Ladona julia dans les étangs, gravières, lacs, marais, marécages et ruisseaux.

## Comportement
Ladona julia se perche généralement à l'horizontale, sur le sol ou sur des objets flottants. De plus, elle est une espèce grégaire et il est commun de l'observer en groupe de plusieurs individus.

## Galerie

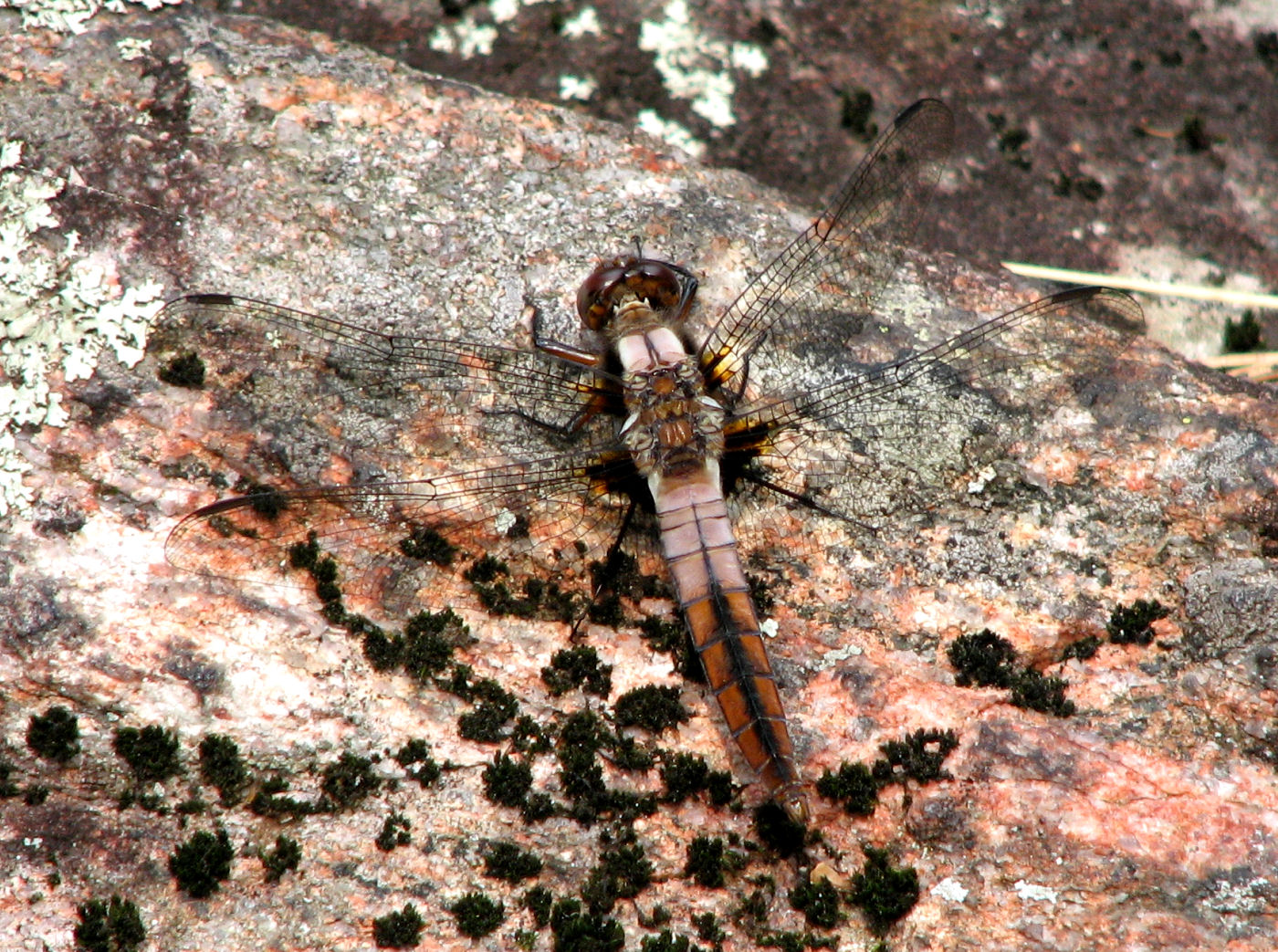
Femelle juvénile
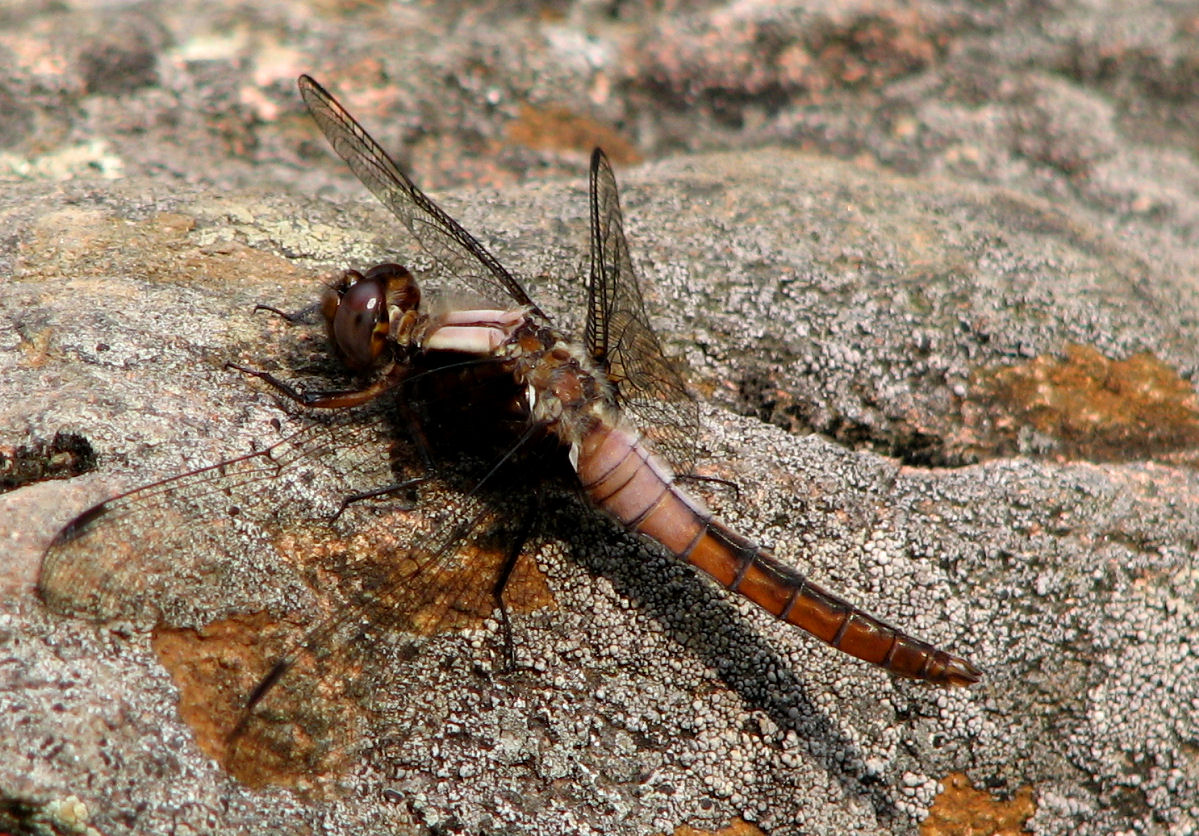
Femelle juvénile
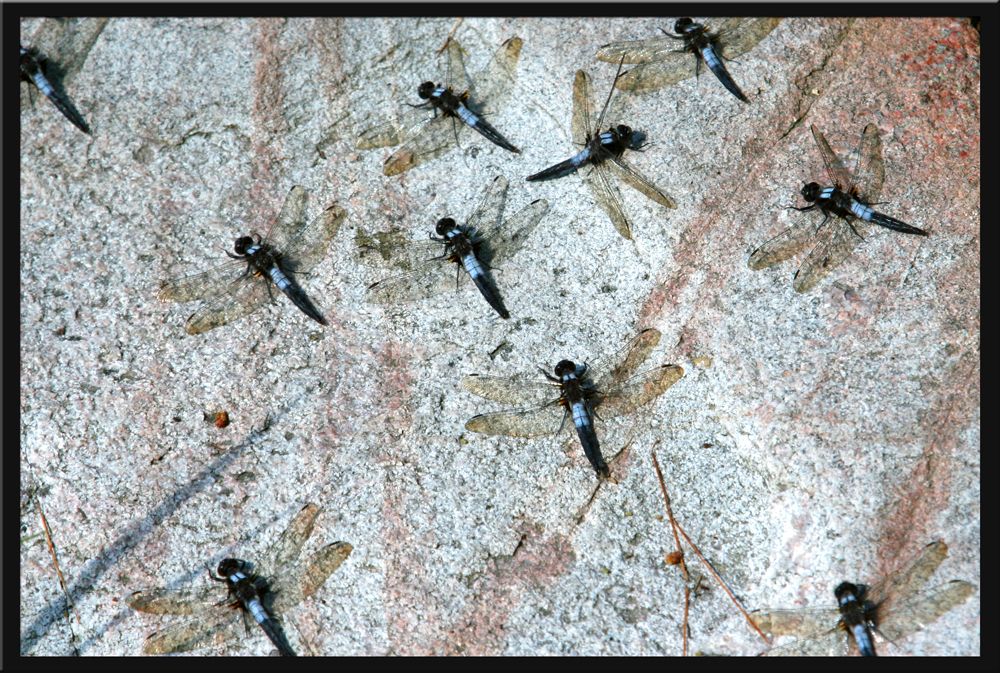
Regroupement de mâles matures